# Adela Úcar
Adela Úcar Innerarity, née en 1980 à Bilbao, est une présentatrice de télévision espagnole.
Elle étudie la communication audiovisuelle à l'Université de Navarre avec un cours d'études du troisième cycle sur la réalisation des documentaires à l'Université de Melbourne (Australie), et elle commence à travailler pour Discovery Networks Asia à Singapour en 2004, après avoir gagné la compétition internationale Discovery Channel « Reel Race » en 2003.

## Télévision
- Planète insolite (Discovery Channel et PBS, 2007-2012)
- Españoles en el mundo (TVE 1)
- Mucho Viaje (La 2)
- 21 días (Cuatro, 2009-2011)